# Бжежно (гмина)
Бжежно (пол. Brzeżno) — сельская гмина (волость) в Польше, входит как административная единица в Свидвинский повет, Западно-Поморское воеводство. Население — 2914 человек (на 2013 год).